# Tiago Fernandes
Pour les articles homonymes, voir Fernandes.
Tiago Fernandes, né le 29 janvier 1993 à Maceió, est un ancien joueur de tennis brésilien.

## Carrière
Il remporte le tournoi junior de l'Open d'Australie 2010 face à l'Australien Sean Berman (7-5, 6-3).
En 2011, il parvient en finale du tournoi Challenger de Recife mais doit déclarer forfait pour fatigue et mal de dos. Initialement sur dur en extérieur, la demi-finale avait dû se terminer sur dur en salle à cause de la pluie pour les deux derniers sets remportés par Fernandes.
En août 2011, Fernandes met fin à sa carrière afin de se concentrer sur ses études. Il continue à jouer sur les circuits Challenger et Futures jusqu'en mai 2014.